# Schnellfahrstrecke Xi’an–Chengdu

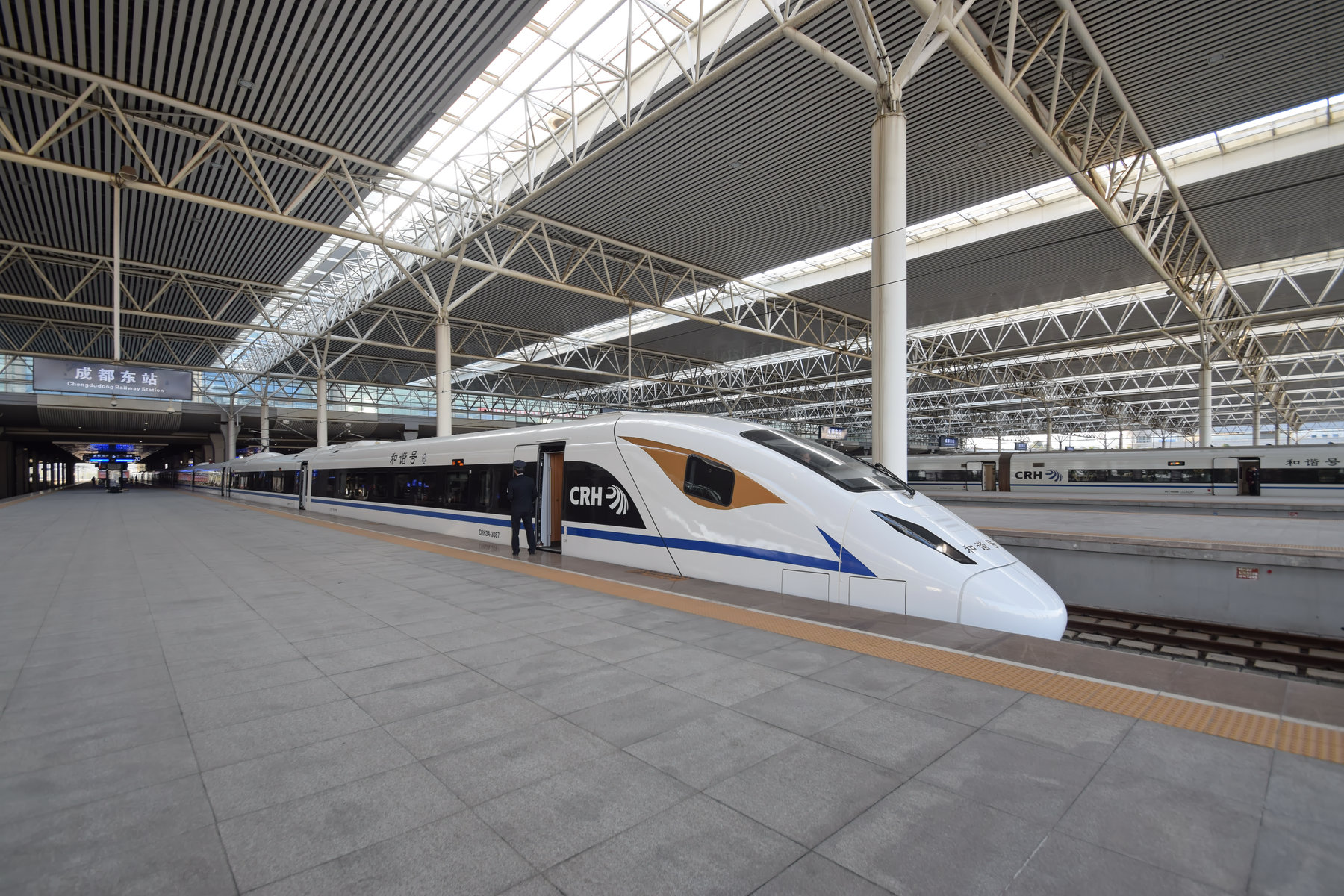
CRH3A-3087 EMU im Chengdu East Railway-Bahnhof (2017)

Die Schnellfahrstrecke Xi’an–Chengdu ist eine Eisenbahn-Schnellfahrstrecke in der Volksrepublik China. Sie verbindet die Städte Xi’an und Chengdu.

## Geografische Lage
Die Strecke beginnt im Bahnhof Xi’an Nord, verläuft durch das Sichuan-Becken, die Zentral-Shaanxi-Ebene, den Qin-Ling-Gebirgszug, der damit erstmals von einer Bahnstrecke durchquert wird, das Hanzhong-Becken und den Gebirgszug Bashan. Die Strecke mündet in die Schnellfahrstrecke Chengdu–Leshan und erreicht über diese den Bahnhof Chengdu Ost auf der Ringbahnstrecke Chengdu.

## Parameter
Die Neubaustrecke in Normalspur wurde 2017 fertiggestellt. Sie ist für eine Reisegeschwindigkeit von 250 km/h ausgelegt. Am 22. November 2017 wurde sie erstmals von einem Hochgeschwindigkeitszug durchfahren.